# Laura Mancinelli
Laura Mancinelli (* 18. Dezember 1933 in Udine; † 7. Juli 2016 in Turin) war eine italienische Mediävistin, Universitätsprofessorin, Übersetzerin sowie Verfasserin historischer Romane.

## Biografie
Laura Mancinelli wurde 1933 in Udine geboren; sie lebte anschließend vier Jahre in Rovereto, bis sie mit ihrer Familie 1937 nach Turin zog.
Nach ihrer Schulausbildung und dem Studium erwarb sie 1956 an der Universität Turin einen Abschluss in deutschsprachiger Literatur mit Schwerpunkt Moderne Literatur. In den Jahren nach ihrer Promotion lehrte sie, ohne ihre Leidenschaft für mittelalterliche deutsche Kultur aufzugeben. Im Jahr 1969 veröffentlichte sie das Buch La canzone dei Nibelunghi : problemi e valori (Das Nibelungenlied. Probleme und Werte). In den 1970er Jahren lehrte sie Germanistik an der Universität Sassari und anschließend in Venedig mit dem Germanisten Ladislao Mittner. 1976 erhielt Mancinelli den Lehrstuhl für Geschichte der deutschen Sprache an der Universität Venedig.
Auf Anraten ihres Kollegen und Freundes Claudio Magris übersetzte sie den mittelhochdeutschen Text des Nibelungenlieds 1972 für Einaudis Klassikerreihe „I millenni“ ins Italienische. 1978 folgte Tristan von Gottfried von Straßburg und 1989 Gregorius und Der arme Heinrich von Hartmann von Aue.
In den frühen 1990er Jahren, durch Multiple Sklerose beeinträchtigt, verließ Mancinelli den Lehrstuhl für Germanische Philologie. Ab 1994 widmete sie sich ganz dem Schreiben und veröffentlichte mehr als fünfzehn Werke im gesamten Jahrzehnt, trotz Krankenhausaufenthalten und langer Rehabilitation.
Im Jahr 2009 veröffentlichte sie bei Einaudi den Roman Gli occhiali di Cavour, im Jahr 2011 gefolgt von zwei freien Interpretationen der Geschichten zweier berühmter Liebespaare, Kriemhild und Siegfried sowie Tristan und Isolde.
Viele ihrer Romane wurden in das Französische, Deutsche, Portugiesische, Polnische und Russische übersetzt.
Mancinelli starb am 7. Juli 2016 in Turin an den Folgen ihrer Krankheit. Die Verabschiedung fand am 11. Juli 2016 auf dem Friedhof von Turin statt; die Beisetzung erfolgte nach der Einäscherung in Exilles im Susatal, wo die Schriftstellerin einen ihrer Romane verfasst hatte.

## Werke (Auswahl)
- I dodici abati di Challant. 1981 (dt. Das teuflische Testament, übersetzt von Angelika Beck. Zürich – München, Pendo 2000; München – Zürich, Diana-Verlag 2002)
- Il fantasma di Mozart. 1986 (dt. Mozart in Turin? – Eine Liebesgeschichte, übersetzt von Sigrid Vagt. Zürich, Arche 1987; Frankfurt am Main, Luchterhand-Literaturverlag 1991)
- Il miracolo di Santa Odilia. 1989 (dt. Das Wunder der Heiligen Odilia, übersetzt von Angelika Beck. Zürich – München, Pendo 2002)
- Amadé. 1990 (dt. Amadé, übersetzt von Georg Maag unter Mitarbeit von Massimo Minardi. Zürich, Arche 1991)
- Raskolnikov. 1996 (dt. Raskolnikov, übersetzt von Maja Pflug. Zürich–Hamburg, Arche 1999)

## Auszeichnungen

### Orden
- 2005: Großoffizier des Verdienstordens der Italienischen Republik[4]

### Preise
- 1981: Premio Mondello

## Sekundärliteratur
- Margarete Springeth (Hrsg.): Das (kriminelle) Mittelalter in den Romanen von Laura Mancinelli, oder: Warum Gottfrieds "Tristan" ein Fragment blieb. Lektüre-Variationen für acht Fragen und einen neugierigen Leser – In: Studia niemcoznawcze Bd. 48 (2011) S.